# Episodi di Come una madre
Gli episodi della miniserie televisiva Come una madre sono stati trasmessi su Rai 1 dal 2 al 16 febbraio 2020.
| Nº | Titolo     | Prima TV         |
| -- | ---------- | ---------------- |
| 1  | Episodio 1 | 2 febbraio 2020  |
| 2  | Episodio 2 | 2 febbraio 2020  |
| 3  | Episodio 3 | 9 febbraio 2020  |
| 4  | Episodio 4 |                  |
| 5  | Episodio 5 | 16 febbraio 2020 |
| 6  | Episodio 6 | 16 febbraio 2020 |

## Episodio 1
Angela Graziani è appena tornata nella casa dove aveva vissuto la sua gioventù nell'arcipelago toscano; ad accoglierla ci sono il suo cane Antò e il suo amico Gianni, poliziotto del luogo. Angela vede un bambino di nome Bruno rubare la spada giocattolo di suo figlio Matteo, per poi rivederlo insieme alla sorella di lui, Valentina. I due sono insieme alla madre, Elena, che si è trasferita lì da poco insieme ai due figli in una villetta accanto a quella di Angela, che costringe il figlio a restituire ad Angela il giocattolo di Matteo e a porgerle le sue scuse. Bruno è un bambino prevenuto e introverso, mentre Valentina, che soffre di asma, è una bambina gentile e affabile.
Elena chiede ad Angela di tenerle i figli per qualche ora, poiché la donna deve incontrarsi con un uomo misterioso chiamato Kim che le ha promesso di tirarla fuori da un guaio molto brutto. Elena saluta i suoi figli dando a Valentina il suo cellulare così che lei possa divertirsi con un videogioco. Purtroppo Elena, nel luogo dell'incontro, viene raggiunta da un uomo di nome Greco e dai suoi scagnozzi: Greco le spiega che è stato Kim a mandarlo da lei, ma Elena non gli crede, avendo capito che Greco lavora per suo cognato Manfredi. Greco, con le cattive, cerca di convincerla a consegnarle l'archivio che lei aveva rubato a Manfredi, ma lei si rifiuta di consegnarglielo, allora uno degli uomini di Greco la ferisce con un coltello, minacciandola di ucciderle i figli se decidesse di andare in ospedale a ricoverarsi. Elena, con le poche forze che le restano, si mette al volante della sua auto e raggiunge i suoi figli, i quali sono ancora in compagnia di Angela, chiedendo a quest'ultima di proteggerli. Greco, che ha seguito Elena, accoltella la donna uccidendola sotto lo sguardo di Angela, la quale fugge insieme a Bruno, Valentina e Antò.
Manfredi dà a Greco l'ordine di recuperare i bambini e di uccidere Angela, e una volta raggiunti sono costretti a scappare per via dell'arrivo di Gianni e dei suoi colleghi, promettendo però ad Angela che presto si rifarà vivo. Sull'isola arriva il maggiore Massimo Sforza dei servizi segreti, che ottiene la titolarità sul caso; a quanto pare lui ritiene che a uccidere Elena è stata Angela, anche perché Greco ha lasciato il coltello con cui l'ha uccisa proprio a casa di Angela, per incastrarla. Gianni, che trova sospettoso il fatto che Sforza sia arrivato così rapidamente poco dopo la morte di Elena, gli spiega che Angela, che lavorava come assistente sociale, ha appena perso suo figlio e che si è appena separata dal marito.
Angela non si fida di Sforza, specialmente quando le domanda se Elena prima di morire, avesse lasciato qualcosa a Valentina e Bruno. Sforza cerca di convincere Gianni a firmare il permesso per l'arresto di Angela così che possa tenere lei e i bambini in custodia cautelare, divertendosi a umiliarlo avendo capito che Gianni è segretamente infatuato di Angela, promettendogli che se lo aiuterà gli farà fare carriera: in caso contrario lo rovinerà, essendo consapevole del fatto che Gianni è un poliziotto corrotto, avendo anche le prove per incriminarlo. Gianni appone controvoglia la sua firma sul permesso. Nel frattempo Bruno e Valentina, ignari della morte della madre, scappano via.
- Ascolti: telespettatori 5 116 000 – share 21,6%.[1]

## Episodio 2
Angela ha capito che Sforza vuole addossarle la colpa per la morte di Elena, decide quindi di rivolgersi al suo ex marito Lino, un avvocato, anche se Gianni le sconsiglia di coinvolgerlo. Gianni dà alla sua amica il tempo di scappare insieme a Antò, e trova Bruno e Valentina al porto. Angela telefona a Lino chiedendogli di usare i suoi contatti alla questura per aiutarla. Arrivano Sforza e i suoi uomini, Antò lo aggredisce dando ad Angela il tempo di rubare un gommone scappando con i bambini. Uno degli agenti di Sforza spara a Antò uccidendolo, e Sforza lo rimprovera aspramente per ciò che ha fatto, dato che uccidendo il cane ha spaventato Angela e i bambini facendoli scappare.
Raggiunta la terra ferma, Marco Aligò, il vicequestore che le era stato raccomandato da Lino, le telefona promettendole di farla raggiungere da una volante alla stazione di Albinia; intanto Angela inizia lentamente ad affezionarsi a Bruno e Valentina, e quest'ultima ormai ha capito che Elena è morta. Arrivati alla stazione trovano però Sforza, che il vicequestore aveva promesso di non far venire poiché Angela non si fida di lui nonostante le sue credenziali. I tre scappano su un treno sui cui televisori viene proiettata la notizia del sospettato coinvolgimento di Angela nella morte di Elena e nel rapimento di Bruno e Valentina. Dopo aver fatto fermare il treno, ne scendono e si rifugiano in una casa abbandonata. Lì Angela si mette a litigare con Bruno, infatti sono tesi per via della stressante situazione e lei lo colpisce con uno schiaffo quando Bruno si mette a parlare di Matteo. Valentina e Bruno le rivelano che il cellulare che Elena ha dato a sua figlia le era stato consegnato proprio da Kim, tra l'altro è schermato quindi non può essere rintracciato.
Sforza, che lavora segretamente per Manfredi, dice al capo che Elena probabilmente non ha affidato l'archivio né ad Angela né ai bambini, tuttavia Manfredi non è della stessa opinione: infatti quell'archivio era troppo importante, e Elena potrebbe aver spiegato ai suoi figli come raggiungerlo. Sforza, pur non essendo un agente corrotto, in passato ha usufruito delle informazioni che Manfredi gli aveva concesso per chiudere molti casi e a fare carriera, infatti è costretto ad aiutarlo solo per evitare che si venga a scoprire della loro collaborazione e che la sua immagine venga danneggiata.
Angela camuffa l'aspetto suo e dei bambini con l'intento di raggiungere Roma, poi si recano in un bar, dove Angela accetta il passaggio da un cliente di nome Mario, un medico, fino a Viterbo. Intanto, Sforza e un suo sottoposto osservano Lino, per il quale il maggiore richiede una sorveglianza 24 ore su 24. Durante il tragitto Valentina ha un attacco d'asma, cosicché Mario la porta a casa sua e offre ai tre di sostare per la notte. Mentre i bambini dormono Mario, dopo aver versato un sedativo nella bevanda data ad Angela, le dice essere a conoscenza della loro reale identità.
- Ascolti: telespettatori 5 116 000 – share 21,6%.[1]

## Episodio 3
Mario, che aveva riconosciuto Angela al telegiornale, tenta poi di violentarla, ma Bruno lo scopre e lo stordisce colpendolo con una sedia e una statuina. Angela, Bruno e Valentina scappano, passando la notte all'aperto dormendo in una tenda da campeggio appena comprata. Bruno le spiega che Manfredi è un uomo benestante ma crudele, era uno zio prepotente e possessivo, a volte era violento sia con lui che con Elena. Angela compra delle biciclette, lei e i bambini cercano di raggiungere Roma pedalando; Bruno però non si fida di lei, ritenendo che una volta prosciolta dall'accusa di omicidio li abbandonerà, al contrario di Valentina che ingenuamente crede che Angela resterà per sempre al loro fianco.
Bruno scompare, quindi Angela e Valentina vanno a cercarlo nel luna-park lì vicino. Angela si separa da Valentina, e dopo aver trovato un telefono (come Bruno aveva già sospettato) cerca di segnalare la posizione dei bambini, ma poi non trova il coraggio di farlo. Angela trova Bruno e lo abbraccia, scusandosi con lui per aver quasi ceduto alla tentazione di abbandonare sia lui che Valentina, promettendogli però che non volterà le spalle né a lui né alla sorella. Angela e i bambini decidono di godersi un po' di divertimento facendo un giro sulle montagne russe. Successivamente vengono fermati dalle guardie di sicurezza che li hanno riconosciuti grazie alle telecamere d'ingresso; mentre sono rinchiusi in una stanza in attesa dell'arrivo di Sforza, rispondono ad una chiamata dal telefono di Valentina da parte di Kim, l'uomo con cui Elena era in contatto e che ha saputo del suo omicidio solo il giorno precedente, e che rimane in contatto telefonico per aiutarli a scappare. Valentina finge di avere un attacco d'asma e distraggono una guardia; nel mentre anche Sforza arriva al luna-park, risponde a una chiamata di Kim (anche lui agente dei servizi segreti di cui Sforza è stato il mentore) che lo accusa di aver causato la morte di Elena dato che è stato Sforza a farla cadere nella trappola di Greco. I due discutono riguardo all'archivio in possesso di Elena con le prove della collaborazione tra Sforza e Manfredi: Kim gli promette che lo troverà e che lo ucciderà, ma Sforza non si lascia minimamente intimorire e con un tono di sfida lo invita a farsi avanti.
Angela, Bruno e Valentina raggiungono Roma (dove Angela viveva insieme al figlio e al marito) ripercorrendo il Tevere. Giunti alla capitale incontrano Elisa, amica di Angela, ex famosa soprano caduta in disgrazia a causa di un amore sbagliato; su richiesta dell'amica, Elisa chiede a Lino di incontrarsi con Angela la sera stessa. Intanto, Sforza viene fermato da Elisa, cosa che consente a Lino di vederlo in viso, impedendogli di continuare a pedinarlo. Lino si accorge però di essere pedinato dagli uomini di Sforza, che ottiene la schedatura di Elisa, scoprendo dove alloggia abitualmente. Manfredi decide di memorizzare i dati del suo computer distruggendo le copie digitali e cartacee; l'archivio rubato da Elena è una copia di quello di Manfredi, lì sono registrati i dati dei clienti di Manfredi, persone pericolose di cui anche lui ha paura. Sforza incontra Elisa, ma la donna afferma di non conoscere né Angela né i bambini.
- Ascolti: telespettatori 5 034 000 – share 19,9%.[2]

## Episodio 4
Lino trova Angela, che intanto ha ricevuto ospitalità da alcuni senzatetto che lei in passato aveva aiutato. Angela confida a Lino di non fidarsi di Sforza, e l'ex marito le rivela che Manfredi è legato ad un clan della 'ndrangheta. Lino ritiene che solo suo padre Guglielmo, potente uomo d'affari, può aiutarli; Angela però non accetta la cosa di buon grado, anche perché lei e il suocero sono sempre stati in cattivi rapporti. Guglielmo conosce la sua condizione di ricercata, e non vuole offrire a lei né ai bambini rifugio poiché ancora arrabbiato per il divorzio tra il figlio e l'ex nuora dopo la morte del nipote Matteo; Angela dice all'ex suocero che, prima di morire, Matteo le disse «dì al nonno di ricordarsi dell'albero», un albero dove curavano delle larve, divenute farfalle purtroppo solo dopo la sua morte. Dopo aver riflettuto, Guglielmo accetta di ospitare lei e i bambini nella sua villa. Guglielmo prende da parte Angela, che gli racconta come sono andate le cose, dei legami mafiosi dello zio dei bambini e del coinvolgimento di Sforza; il suocero le promette che userà i suoi contatti per aiutarla.
Valentina continua a ricevere messaggi e chiamate da parte dello zio (a cui risponde di nascosto), il quale scredita Angela e spera di farsi dire, con modi gentili, dove si trovano. Su richiesta di Bruno (che aveva letto sul portatile di Guglielmo la notizia dell'incidente stradale in cui sono stati coinvolti Lino e Matteo), Angela gli racconta la storia della sua famiglia: lei e Lino lavoravano nel sociale, dal loro amore nacque Matteo, che era un bambino disabile; anche se non avevano molti soldi Angela era comunque felice della sua vita, ma Lino era troppo ambizioso, decise di lavorare con suo padre che iniziò a coinvolgerlo nei suoi affari illeciti; Angela, stufa del degrado in cui era caduta la sua famiglia, decise di fuggire e allora Lino, che si era pentito delle sue scelte, cercò di raggiungere Angela in auto con Matteo, ma ci fu un incidente, e anche se Lino riuscì a sopravvivere Matteo invece morì.
Il giorno seguente, mentre Guglielmo incontra Sforza all'insaputa del figlio e della nuora, Lino e Angela portano i bambini in spiaggia e finiscono per parlare di Matteo: Lino, ancora innamorato di sua moglie, vuole fare ancora un tentativo di salvare il loro matrimonio, promettendo ad Angela che tornerà a lavorare insieme a lei nel sociale, ma Angela non riesce a immaginare un futuro senza loro figlio. Angela confessa a Valentina che il vero problema è che ormai non è più innamorata di suo marito. Guglielmo confida al figlio di aver fatto un patto con Sforza per poter rientrare nel giro d'affari da cui era dovuto uscire, sconvolgendolo: infatti lui voleva proteggere Angela solo per riscattarsi agli occhi del figlio, ma non ha mai avuto intenzione di aiutare Bruno e Valentina, infatti è pronto a consegnarli a Greco. Poco dopo arrivano Sforza e Greco; quest'ultimo minaccia Guglielmo alla sua richiesta di garanzie prima di consegnare i bambini e Greco, non tollerando l'atteggiamento arrogante di Guglielmo, gli spara e lo uccide a sangue freddo sotto gli occhi di Lino. Le guardie del corpo di Guglielmo non hanno fatto nulla per aiutarlo dato che erano stati pagati dagli uomini di Greco per allontanarsi. Sforza è fuori di sé dalla rabbia dato che ora, per colpa di Greco, è complice di un omicidio. Greco si mette a picchiare Lino e tenta di convincerlo con le cattive a dirgli dove si nasconde Angela, ma lui si rifiuta di parlare. Sforza cerca di far capire a Greco che è tutto inutile perché Lino è troppo innamorato della moglie e non potrebbe mai tradirla, quindi Greco lo uccide, e ciò porta Sforza ad arrabbiarsi più di prima. Bruno assiste di nascosto all'intera scena, venendo scorto dal maggiore che però lo lascia andare facendogli cenno di scappare.
Bruno corre da Angela e Valentina, insieme alle quali fugge verso la pineta, venendo pedinati da Sforza, Greco e i suoi uomini, i quali si servono dei cani per rintracciarli. Dopo essersi nascosti in una grotta, Bruno racconta piangendo di aver assistito l'uccisione di Guglielmo, e che Lino si è fatto picchiare pur di non rivelare dove si trovassero lui e la sorella. I tre sentono dei cani avvicinarsi alla grotta, perciò escono dirigendosi verso la spiaggia.
- Ascolti: telespettatori 5 034 000 – share 19,9%.[2]

## Episodio 5
Giunti in spiaggia, Angela costringe Bruno e Valentina ad allontanarsi di corsa da soli, mentre lei decide di affrontare gli inseguitori. Greco cerca di sapere da lei dove sono i bambini con la minaccia di spararle al ginocchio; tuttavia, quando la donna viene minacciata da Greco, i bambini (che stavano assistendo di nascosto alla scena) tornano indietro e Angela li abbraccia entrambi, pur rimproverandoli per non essere fuggiti, infatti nonostante siano consapevoli del pericolo non hanno nessuna intenzione di abbandonarla.
Kim, arrivato improvvisamente a bordo di una macchina blindata, spara a Greco e Sforza, e nella confusione porta in salvo Angela, Bruno e Valentina. Il giorno dopo i quattro trovano riparo in una casa in mezzo al bosco; Angela ha capito che Kim non è il suo vero nome: purtroppo i servizi segreti lo avevano assegnato a un'altra missione, e quindi per salvare Angela e i bambini ha dovuto disertare, dunque l'agenzia non intende aiutarlo, non credendo alle sue parole quando cerca di denunciare Sforza per corruzione. Manfredi chiama Sforza e gli ordina di uccidere Kim, ma naturalmente Sforza si rifiuta dato che è molto affezionato a lui, ma poi si vede costretto ad accettare davanti alla minaccia di Manfredi di far uccidere lo stesso Sforza in caso di rifiuto. Più tardi Manfredi viene tradito dalla sua guardia del corpo che rivela ai membri del clan della 'ndrangheta per cui lavora del furto dell'archivio. Manfredi viene bendato e minacciato e, per provare la sua lealtà, accetta di continuare a lavorare per loro per un compenso ridotto, ma gli viene ordinato non solo di recuperare gli archivi finiti in mano ai nipoti, ma perfino di ucciderli.
Kim, rivelandosi un uomo affettuoso, instaura un rapporto sempre più solido e confidenziale con Bruno e Valentina; tra l'altro è evidente che Angela è attratta (ricambiata) da lui. Calata la notte, Valentina inizia a sentirsi male a causa dei suoi problemi respiratori, quindi Kim le promette che la porterà il più presto possibile da un dottore in un posto sicuro che lui conosce. Kim e Angela rimangono fuori e quest'ultima gli domanda perché ha a cuore il loro destino e se pensa di tradirli, al ché Kim risponde che non lo farà, poi si scambiano un bacio appassionato e passano la notte all'aperto a fare l'amore. Finalmente Angela, dopo tanta sofferenza, ha ritrovato la felicità.
Il giorno seguente, Kim porta i tre verso la Calabria in una città semi abbandonata, sua amata terra d'origine, e durante il viaggio racconta che suo fratello maggiore Luca fu assassinato a causa di una faida tra due famiglie; questa faida ha fatto spopolare un piccolo paese, in cui di recente è venuta ad abitare un'accogliente comunità che vive in isolamento e i cui abitanti sono persone semplici: tra di essi figura Alberto, amico di Kim, e il medico Benedetto, che si prende cura di Valentina aiutandola a stare meglio. Intanto, Manfredi confida a Greco l'ordine impartitogli dal clan, che lo tiene sotto scacco per via dell'estrema ricchezza; non sentendosi però in grado di portarlo a compimento trattandosi dei suoi nipoti, chiede allo stesso Greco di farlo per lui in cambio di denaro.
- Ascolti: telespettatori 5 052 000 – share 20,7%.[3]

## Episodio 6
Manfredi e Sforza hanno uno scontro dove il secondo sostiene che per fare il suo mestiere «bisogna sporcarsi le mani» avendo usufruito delle soffiate del clan pur senza essersi mai ritenuto loro complice; quando Manfredi cita il duplice omicidio di Lino e Guglielmo, il maggiore risponde che quando ha scorto Bruno ha preferito farlo scappare anziché catturarlo, e che non si lascia ricattare da lui e dai milioni posseduti dal clan, minacciandolo con delle forbici, stracciando un quadro prezioso e infine dichiarando di non voler più omicidi a complicare la situazione. Manfredi ribadisce l'importanza nel ritrovamento dell'archivio, pena la morte sua e di Sforza stesso, oltre alla reputazione distrutta: è quindi importante che tutti vengano messi a tacere.
Angela, Bruno e Valentina trascorrono dei momenti piacevoli nella comunità, inoltre regalano ad Angela un bellissimo abito. Alberto mostra a Kim una motocicletta appartenuto a Davide, migliore amico di Luca, con cui porta Angela in spiaggia. Quella notte Bruno, vedendo la moto di Kim inizia a sospettare che lui in realtà sia suo padre, avendo sempre avuto un ricordo di lui su una moto; cerca quindi di spiegarlo ad Angela e alla sorella, ma Valentina sostiene che non può essere vero perché a quanto ne sa loro padre si chiamava Renato ed è morto quando erano piccoli; tuttavia, esortato da Bruno, Kim ammette di essere loro padre.
Più tardi, l'uomo racconta ad Angela la sua storia: per sei anni fece l'infiltrato in famiglie della 'ndrangheta che facevano affari in Nord Italia, soprattutto in quella di Renato Albanese, fratello di Manfredi, è stato lì che ha conosciuto Elena, la quale si era sposata con Renato senza sapere chi fosse realmente, ritrovandosi come chiusa in una prigione dalla quale trovò sollievo solo nella relazione clandestina con Kim, dalla quale nacquero Bruno e Valentina. Dopo la morte di Renato, i due s'illusero di poter vivere liberamente il loro amore e dire la verità ai bambini, ma mentre era sotto copertura a Manfredi arrivò una soffiata su di lui, che crede sia stata data da Sforza, il quale lo fece trasferire per alcuni anni all'estero, e purtroppo dopo anni di lontananza lui e Elena smisero di amarsi; adesso ha intenzione di tenere i figli con lui, col disappunto di Angela, che si sente presa in giro. Nel frattempo, Valentina finisce il gioco sul cellulare, scoprendo un videomessaggio della madre in cui dice di avervi nascosto l'archivio dello zio, che dovrà usare per proteggere sé stessa e il fratello; successivamente risponde a una chiamata proprio dello zio, al quale rivela di aver trovato l'archivio e di sapere che è la causa della morte di sua madre, e che non darà a nessuno la lista solo se lui lascerà in pace lei, Bruno, Kim e Angela.
La mattina seguente Kim porta via i figli, Angela invece rimane in comunità non volendo più avere nulla a che fare con lui, non potendo perdonarlo per averla manipolata, sebbene ciò comporti separarsi da Bruno e Valentina, con il dolore nel cuore. Angela non tarda a pentirsi della sua scelta avendo capito di amare Valentina e Bruno come se fossero figli suoi. I due bambini, mentre sono in auto con il padre, non riescono a capire perché Angela non vuole più viaggiare con loro: infatti ormai sono troppo affezionati a lei, e capiscono che è stata colpa delle bugie di Kim se lei si è allontanata. Kim, Valentina e Bruno tornano indietro, avendo saputo che gli inseguitori sono arrivati in paese. Greco uccide Alberto senza alcuna pietà.
Bruno e Valentina tornano da Angela, i tre si stringono in un forte abbraccio e Kim le chiede di portare i bambini al sicuro. Kim uccide Greco e i suoi uomini; rimane solo Sforza, che sbeffeggia e nomina Elena, così Kim reagisce e viene ferito dal suo sparo. Sforza punta la pistola contro Angela, la quale gli rinfaccia di essere un assassino; i membri della comunità attorniano Angela, i bambini e Kim. Angela chiede a Sforza se è stanco di tutto questo, e dopo alcuni momenti l'uomo si arrende e getta la pistola. Angela si toglie la soddisfazione di colpirlo con uno schiaffo, poi arriva la polizia che arresta Sforza, mentre Angela viene derubricata da tutte le accuse a suo carico, perciò lei e i bambini ora possono essere liberi. Kim viene giudicato guaribile in poco tempo; contemporaneamente, Manfredi ascolta un servizio del telegiornale riguardo allo scioglimento delle accuse verso Angela, all'arresto del corrotto Sforza, al fatto che lui stesso, già noto alle forze dell'ordine in quanto implicato in un vasto giro di riciclaggio di denaro, è ora noto come mandante dell'omicidio di Elena, e che grazie all'archivio le forze dell'ordine stanno eseguendo arresti in tutta l'Italia. Manfredi decide di uscire dal suo nascondiglio e, quando l'elicottero della polizia si avvicina, i suoi uomini scappano mentre lui è l'unico a rimanere e ad accettare serenamente il suo arresto.
Angela, mentre è alla guida dell'auto insieme a Kim e ai bambini, si prepara a separarsi da loro, sebbene Bruno e Valentina non vogliono stare senza di lei. Proprio quando si affacciano alla svolta per Roma, Angela decide di proseguire il viaggio con loro, bacia Kim e decide di non tornare a casa per rimanere insieme a lui e ai suoi figli, che ormai sono per lei la sua nuova famiglia.
- Ascolti: telespettatori 5 052 000 – share 20,7%.[3]